# 岐阜県道266号深坂大野線
岐阜県道266号深坂大野線（ぎふけんどう266ごう ふかさかおおのせん）は、岐阜県揖斐郡揖斐川町から同郡大野町に至る一般県道である。

## 概要

### 路線データ
- 起点：岐阜県揖斐郡揖斐川町谷汲深坂（岐阜県道251号揖斐川谷汲山線交点）
- 終点：岐阜県揖斐郡大野町大字黒野（国道303号・岐阜県道92号岐阜巣南大野線交点）

## 沿革
- 1977年（昭和52年）2月27日 - 認定[1]

## 路線状況

### 別名
- 大谷スカイライン（揖斐川町、大野町）

## 地理

### 通過する自治体
- 岐阜県
  - 揖斐郡
    - 揖斐川町
    - 大野町

### 交差する道路
- 岐阜県道251号揖斐川谷汲山線（揖斐川町谷汲深坂地内（揖斐川町コミュニティバス「大洞口」バス停付近））
- 岐阜県道265号中之元古川線（大野町大字野地内で重複）
- 国道303号・岐阜県道92号岐阜巣南大野線（大野交番西交差点）

### 周辺
- 大野町運動公園
- 大野町立大野中学校大野分校
- 大野町立大野中学校
- 大野町役場
- 大野町立図書館
- カネスエ 大野店
- 岐阜県警察 揖斐警察署 大野交番